# Madotheca thuja
Madotheca thuja là một loài rêu trong họ Porellaceae. Loài này được (Dicks.) Dumort. mô tả khoa học đầu tiên năm 1822.